# Евстратий Деларов
Евстратий или Евстрат Иванович Деларов (на руски: Евстратий Иванович Деларов, Евстрат Иванович Деларов; на гръцки: Ευστράτιος Ντελάρωφ) е гръцки моряк, изследовател на Северна Америка. Деларов служи в няколко руски морски компании за търговия с кожи в Руска Америка. Той е роден в Османска Македония и е първият засвидетелстван гръцки изследовател и търговец, който пристига в Аляска. Деларов се смята за първия де факто губернатор на Аляска.

## Биография
Деларов е роден около 1740 година и е от гръцки произход от Македония.
Кариерата му в Руска Америка датира най-малко от 1764 година, когато е бил на Алеутските острови на борда на „Петър и Павел“ под ръководството на Иван Максимович Соловьов. Деларов участва в атаките на Соловьов през 1764 година срещу съюза на алеутите от Умнак и Уналашка, извършени като отмъщение за бунта на Лисичите острови от 1762 година – координирана атака на алеутите срещу четири руски кораба и няколко брегови групи, по време на която са убити над 300 руснаци.
Докато служи в компанията на братя Панови, Деларов използва пристанището на остров Унга като база за операции, което в продължение на много години е известно като Деларовското пристанище или Гръко-Деларовско, тъй като Деларов е грък. От 1781 до 1786 година Деларов и двама други капитани правят проучвателни набези от остров Унга в залива Принц Уилям.
С течение на времето Деларов си спечелва репутацията на отличен шкипер. Той става частичен собственик на различни кораби за търговия с кожи. Григорий Шелихов се среща с Деларов в Иркутск и го убеждава да стане главен управител на компанията му в залива Трима светители на остров Кодиак. Деларов отплава за Кодиак в 1787 година на борда на „Трима светители“, командван от Герасим Григориевич Измайлов. От 1787 до 1791 година той е предшественик на Александър Баранов като главен управител на компанията Шелихов – Голиков. По-късно става партньор в предприятията на Шелихов и основен акционер. През 1796 година той ръководи делата на компанията в Иркутск.
В 1787 година Деларов създава аванпост в Карлук, на остров Кодиак, обърнат към континента през протока Шелихов. Деларов също изпраща ловни групи в залива Възкресение, където е основан пост, наречен Александровская, в съвременна Селдовия.
В 1788 година испанската експедиция на Гонсало Лопес де Харо и Естебан Хосе Мартинес отплава за Аляска, за да проучи руската дейност. Редица по-ранни испански пътувания до Аляска не успяват да намерят никакви руснаци, но директен контакт е осъществен по време на експедицията от 1788 година. Харо намира селището на Шелихов в залива Три Светии и се среща с Деларов. Деларов информира Харо, че има седем руски поста на брега между Уналашка и пролива Принц Уилям и че всяка година руски шлюп търгува на юг по крайбрежието, чак до пролива Нутка. Последната информация най-вероятно е измислица, целяща да сплаши испанците. Това, че Деларов е преувеличил силата на Руска Америка, става ясно на испанците, когато посещават Уналашка. Деларов е казал на Харо, че там живеят 120 руснаци, но испанците откриват, че Потап Зайков е единственият руснак, а останалите са алеути.
Когато Руско-американската компания е основана в 1799 година, Деларов се премества в Санкт Петербург и служи в борда на директорите на компанията до смъртта си в 1806 година.

## Памет
Редица места са кръстени на Деларов, включително Островите на Деларов, Пристанището на Деларов, транспортният кораб на американската армия „Деларов“ и призрачният град Унга, Аляска първоначално е бил кръстен Деларов. Евстратий е дядо на Павел Викторович Деларов.